# Cayetano Santos Godino
Cayetano Santos Godino (Buenos Aires, 31 de outubro de 1896 - Ushuaia, 15 de novembro de 1944), foi um assassino em série argentino, também conhecido pela alcunha de El Petiso Orejudo (O Baixinho Orelhudo). Com 16 anos de idade cometeu uma série de crimes na cidade de Buenos Aires. Foi responsabilizado pela morte de quatro crianças, sete tentativas de assassinatos e incêndio de sete edificações.